# Odontocera mellea
Odontocera mellea là một loài bọ cánh cứng trong họ Cerambycidae.